# 가와사키 닌자 ZX-12R
가와사키 닌자 ZX-12R(영어: Kawasaki Ninja ZX-12R)은 가와사키 중공업에서 2000년부터 2006년까지 생산했던 닌자 스포츠 바이크 시리즈 모터사이클이다. 1,199 cc (73.2 cu in) 4기통 직렬 엔진은 저속에서 178 hp (133 kW)를 생산하고 램 공기 흡입구로 인해 고속에서 190 hp (140 kW)로 증가하였다. 2006년과 ZX-14 출시까지 가장 강력한 양산형 모터사이클이 되었다.